# Solfernus’ Path
Solfernus' Path – piąty album polskiej grupy muzycznej Darzamat. Wydawnictwo ukazało się 28 sierpnia 2009 roku nakładem wytwórni muzycznej Massacre Records. W grudniu tego samego roku firma Witching Hour Productions wydała Solfernus' Path na płycie winylowej. Album został zmiksowany w Black Lounge Studios w miejscowości Avesta przez Jonasa Kjellgrena gitarzystę grupy Scar Symmetry. Gościnnie na albumie wystąpili Andy LaRocque, który zagrał solo gitarowe w utworze pt. "The King of the Burning Anthems" oraz instrumentalista Roy "Maurice" Mayorga członek grupy Stone Sour.

## Lista utworów
Opracowano na podstawie materiału źródłowego.
1. "False Sleepwalker" - 4:23
2. "Vote For Heresy" - 4:25
3. "I Devium (intro)" - 0:29
4. "Pain Collector" - 3:58
5. "Final Conjuration" - 3:12
6. "Il Fumus (Intro)" - 1:11
7. "Gloria Inferni" - 4:15
8. "Ill Venenum (Intro)" - 1:01
9. "Solfernus' Path" - 3:24
10. "Lunar Silhouette" - 2:57
11. "King Of The Burning Anthems" - 3:42
12. "IV Spectaculum (Intro)" - 1:16
13. "Chimera" - 4:05
14. "Mesmeric Séance" - 4:14

## Twórcy
Opracowano na podstawie materiału źródłowego.

- Agnieszka "Nera" Górecka - wokal prowadzący
- Rafał "Flauros" Góral - wokal prowadzący
- Krzysztof "Chris" Michalak  - gitara rytmiczna, gitara prowadząca, gitara basowa
- Patryk "Spectre" Kumór - instrumenty klawiszowe
- Mariusz "Rogol" Prętkiewicz - sesyjnie perkusja
- Andy LaRocque - gościnnie gitara prowadząca (utwór "The King of the Burning Anthems")
- Jonas Kjellgren - miksowanie
- Jarosław Toifl - inżynieria dźwięku